# 미얀마 고등법원

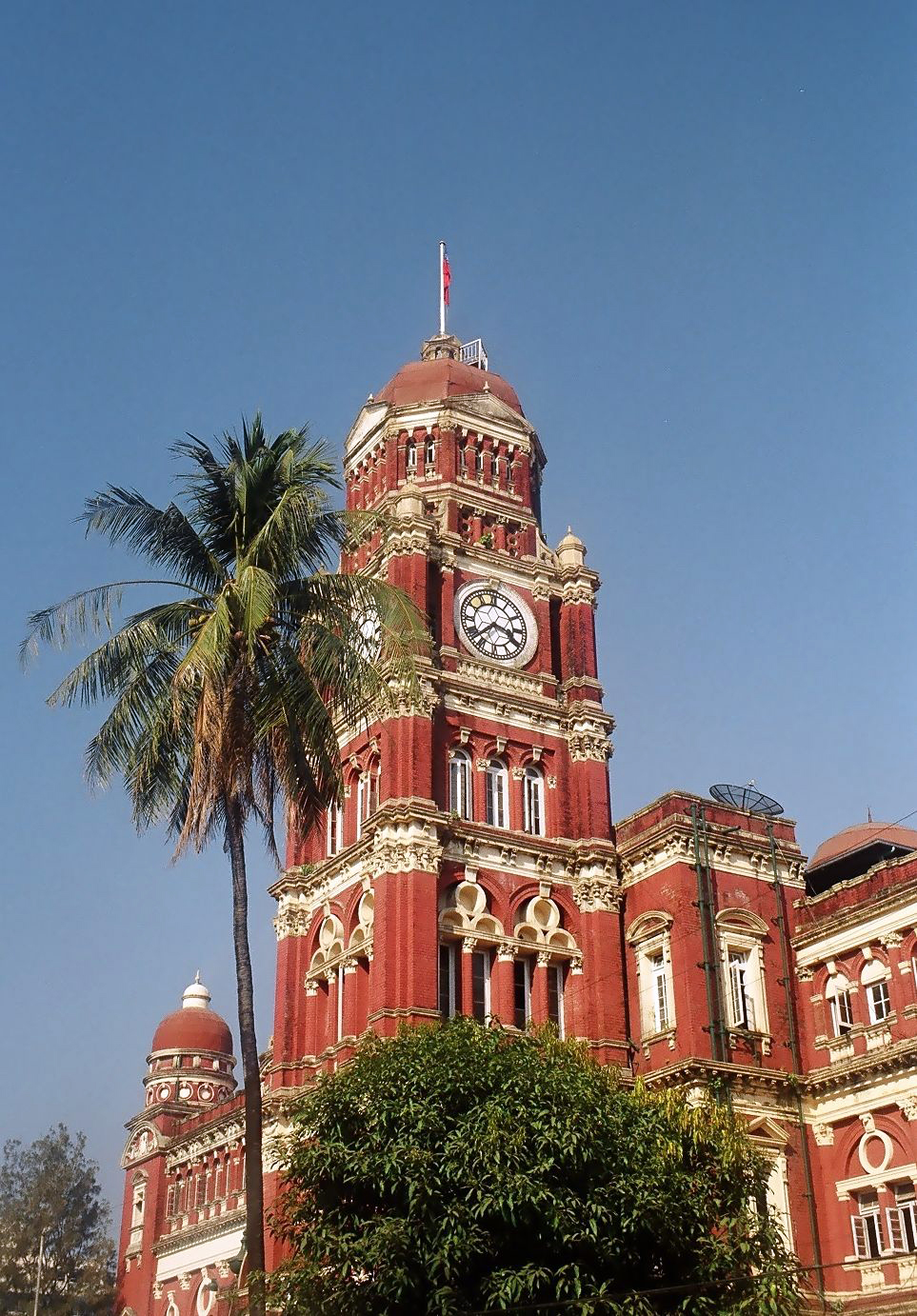
고등법원

고등법원은 미얀마 양곤에 있는 건물이다. 1905년 건설하기 시작해서 1911년 완공되었다.